# 李丹 (志愿者)
李丹（1978年—），北京人，男性，满族。
小学就读中古友谊小学，中学就读北京市月坛中学，大学就读北京师范大学天文系。
曾在中国科学院天文台攻读太阳物理硕士，2004年放弃就读7年的专业，专心投入到防治艾滋病事业中。2003年10月24日，在河南商丘建立东珍艾滋孤儿救助学校。
2006年获锐步人权奖（Reebok Human Rights Award），2011年受歌德学院邀请参与德意志联邦共和国访问者计划，2015年成为美国佛罗里达州Pensacola市荣誉市民。2015年受邀参加美国国务院主办的International Visitor Leadership Program；2016年受邀参加欧盟外交部主办的欧盟访问者项目（EUVP）。
先后创办交差点艺文空间、1908书社、中国国际女性影展（China Women's Film Festival），1905电影节（香港），其中中国国际女性影展2014年获奥地利外交部跨文化成就奖。
2015年9月，策展“若你安好”女性權利藝術展。
2016年12月，於香港創辦1905國際人權電影節，2018年第二屆電影節在香港和台灣兩地舉辦。
2017年3月，发起“好广告：商业广告中的性别平等”活动，通过推进商业广告中的女性角色呈现方式，改善大众的性别意识。
2017年7月，发起打造全女漫画英雄世界，设定第一位女英雄肃亲王的人设。2018年11月，通过国际共创（国际女性精英＋专业漫画家＋青年漫画爱好者）形式开始这个定名为“BATURA”的漫画世界的创建。
2018年9月，策展第一届瑞典电影展（沈阳）

## 爭議
- 愛滋病鬥士高耀潔醫生看到網上的誹謗消息即“李丹在國外以救濟艾滋孤兒的名義募捐，但並沒有用於尉氏縣的孤兒”，而發表了公開信。雖然之後已澄清誤會，多方核查後並無任何證據表明善款被侵吞，但公開信仍在網上流傳。
- 2016年於中國大理舉辦Coart大理艺术节上，参展导演和训练营学员和組織方就訓練營培訓內容和形式發生爭議，之前來自李召玉的誹謗信息使參與者有先入為主的誤解從而激化了矛盾。